# China National Convention Center
Das China National Convention Center (chinesisch 國家會議中心) ist das nationale Kongresszentrum der Volksrepublik China. Es befindet sich in der Hauptstadt Peking im Olympic Green.

## Geschichte
Es wurde zunächst für die Olympischen Sommerspiele 2008 errichtet, bei denen es als Hauptpressezentrum und internationaler Sendestandort sowie als Wettkampfstätte für die Wettbewerbe im Fechten, Pistolenschießen und das Fechten im Modernen Fünfkampf diente. Im Rahmen der anschließend stattfindenden Paralympics 2008 war es die Wettkampfstätte für die Wettbewerbe im Boccia und Rollstuhlfechten. Im Oktober 2009 wurde es für seine ursprüngliche Funktion als Kongresszentrum eröffnet. Auch während der Olympischen Winterspiele 2022 soll das 270.000 m² große Kongresszentrum als Pressezentrum fungieren.